# Noreuil Australian Cemetery
Noreuil Australian Cemetery is een begraafplaats gelegen in de Franse plaats Noreuil (Pas-de-Calais). De militaire graven worden onderhouden door de Commonwealth War Graves Commission.
De begraafplaats telt 216 geïdentificeerde Gemenebest graven uit de Eerste Wereldoorlog.